# Hiberna
Hiberna (łac. hibernare – zimować, hibernus – zimowy) – w starożytnym Rzymie zimowy obóz legionów. W Rzeczypospolitej hiberna była obowiązkiem ciążącym na majątkach ziemskich, polegającym na zapewnieniu wojsku zimowych leży – tj. zakwaterowania i wyżywienia. 
Hiberna ciążyła na królewszczyznach i majątkach kościelnych i aż do 1649 roku świadczona była w naturze. Była szczególnie uciążliwa dla chłopów, bowiem żołnierze często bezkarnie ich objadali, dopuszczali się rabunków, w konsekwencji rujnując całe majątki. Biorąc w obronę chłopów, Wacław Potocki w swej twórczości krytycznie oceniał i hibernę i dziesięcinę. W latach 1649–1652 ciężar ten zamieniono na podatek celowy na zimowe utrzymanie wojsk, będący w dyspozycji hetmanów. Wypłacany był w formie dodatku do żołdu. Płacono go jesienią z dóbr królewskich. Z majątków ziemskich należących do duchownych płacono tzw. subsidium hibernale, czyli dobrowolnie deklarowaną zryczałtowaną opłatę, która zanikła wraz z likwidacją hiberny. Podstawą wymiaru była ilość gruntu. W 1667 roku wprowadzono definitywne płacenie hiberny w gotówce, zróżnicowano jej stawki dla poszczególnych rodzajów jazdy.
Sejm w 1775 roku zniósł hibernę, zastępując ją podwyższeniem o połowę podymnego w dobrach królewskich, natomiast z dóbr ziemskich należących do duchowieństwa płacono dobrowolny zasiłek płacony okazjonalnie, tzw. subsidium charitativum.